# UPCN Vóley Club

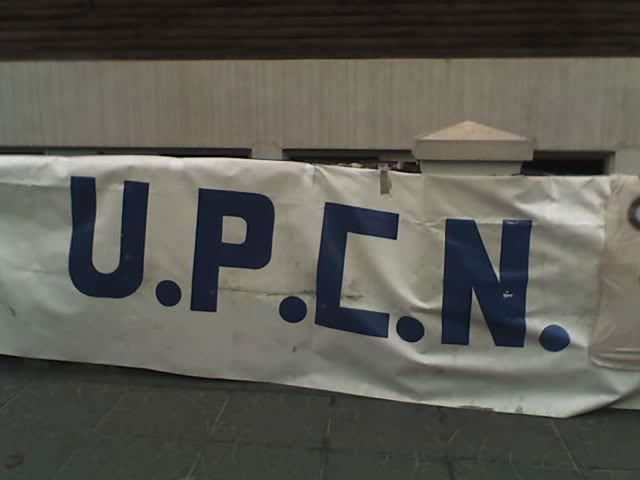
photo prise lors de l'événement de soutien au gouvernement de Cristina Kirchner

L'UPCN Vóley Club (ou UPCN San Juan) est un club de volley-ball argentin fondé en 2007 et basé à San Juan.
Le club a remporté cinq championnats nationaux consécutifs entre 2011 et 2015.